# 1670 w literaturze
Wydarzenia literackie w 1670 roku.

## Nowe książki
- Baruch Spinoza, Traktat teologiczno-polityczny

## Nowe poezje
- Klemens Bolesławiusz, Przeraźliwe echo trąby ostatecznej
- Wacław Potocki, Transakcja wojny chocimskiej

## Nowe dramaty
- Molier, Mieszczanin szlachcicem

## Urodzili się
- William Congreve, angielski dramaturg
- Bernard de Mandeville, angielski pisarz

## Zmarli
- Arakel z Tebryzu, ormiański kronikarz
- 30 marca – Manuel Mendes de Barbuda e Vasconcelos, portugalski poeta (ur. 1607)